# Onthophagus wilgi
Onthophagus wilgi là một loài bọ cánh cứng trong họ Bọ hung (Scarabaeidae).